# Чанг (остров)
Чанг (тайск. เกาะช้าง, буквально — «Слон») — один из крупнейших островов Таиланда, административно относится к провинции Трат, выделен в отдельный ампхе Кочанг и помимо самого острова, включает маленькие близлежащие острова, в том числе Вай.

## География
Чанг входит в одноимённый архипелаг. Площадь острова — 215 км²; третий по территории остров Таиланда, после Пхукета и Самуй.
Высшая точка Чанга — гора Салакпхет высотой 743 метра над уровнем моря.
Население — 5356 человек (2005), проживающих в 8 деревнях.
Остров является частью морского национального парка Му-Ко-Чанг.
Расположен на расстоянии 310 км от Бангкока, рядом с границей Камбоджи.

## История
17 января 1941 года в ходе франко-тайской войны 1940—1941 годов у острова Чанг произошло морское сражение между силами французского и тайского флотов, завершившееся убедительной победой французов. Это было единственное за всю войну серьёзное морское столкновение.

## Достопримечательности
- Водопад Клонг Плу (Klong Plu)
- Водопад Тан Майом (Than Mayom Waterfall)
- Водопад Клонг Нынг (тайск. น้ำตกคลองหนึ่ง, англ. Klong Nueng) — самый высокий водопад на острове
- Храм Русской Православной Церкви во имя Сергия Радонежского[3].

## Галерея

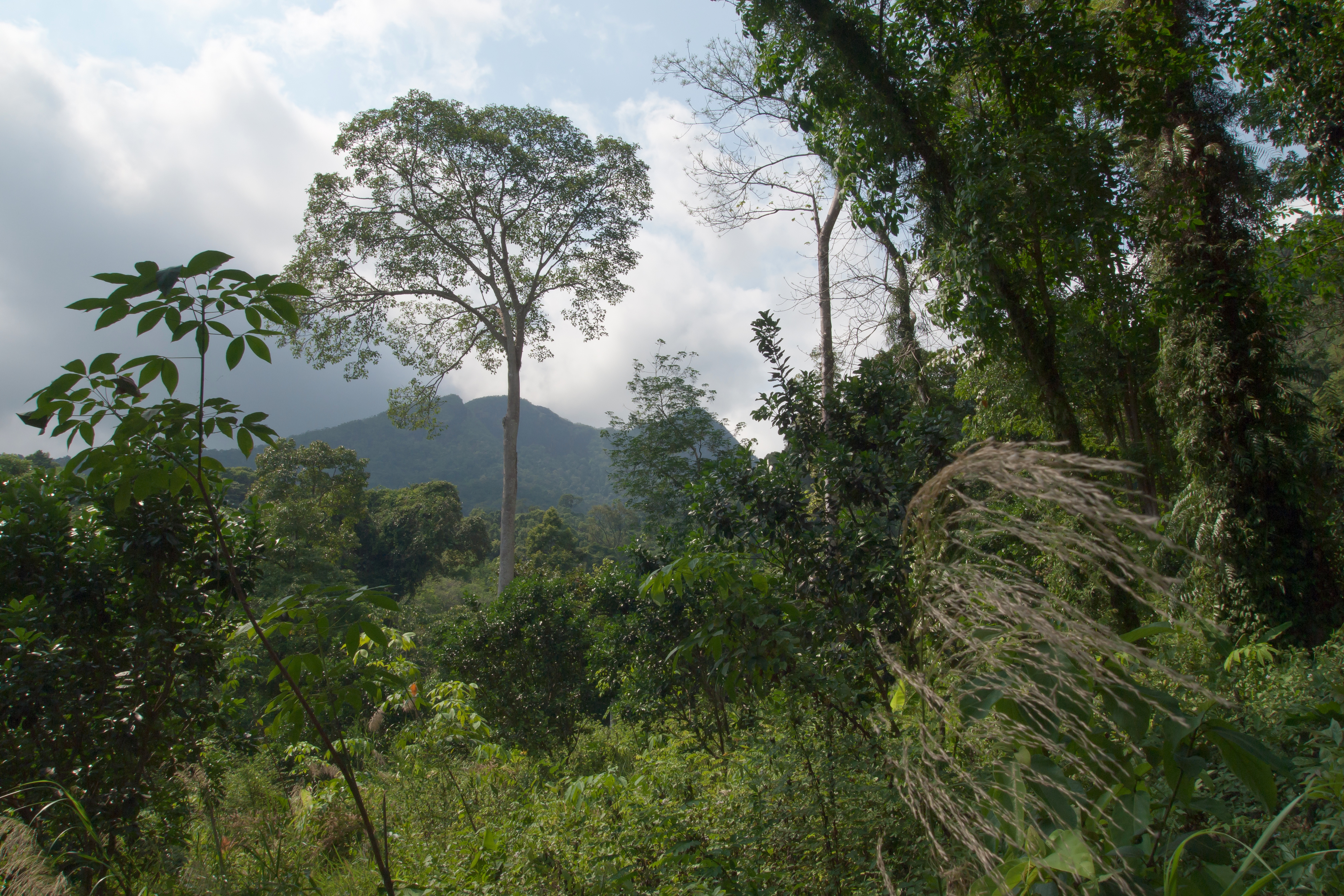
Тропический лес в центре острова
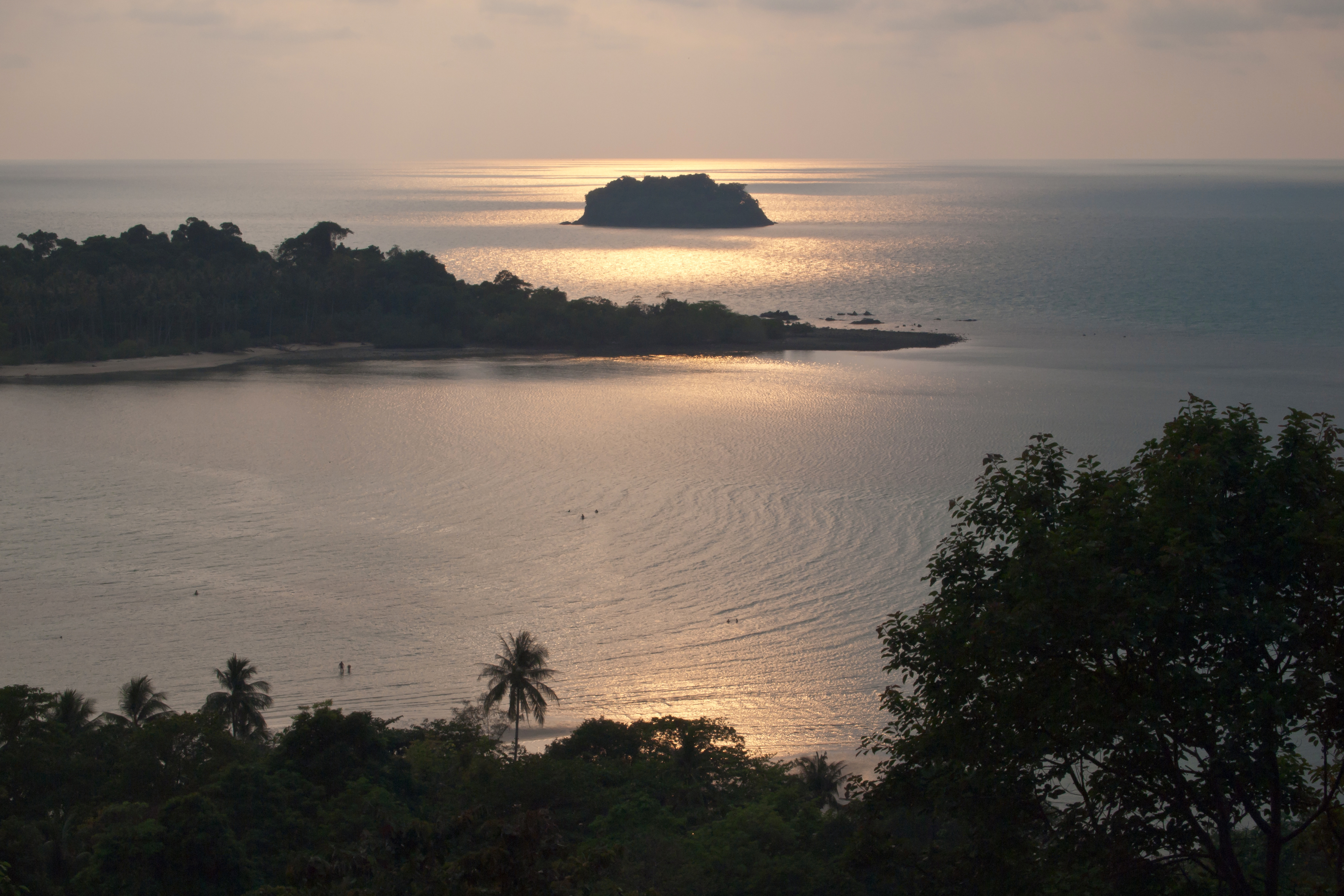
Закат на западном побережье
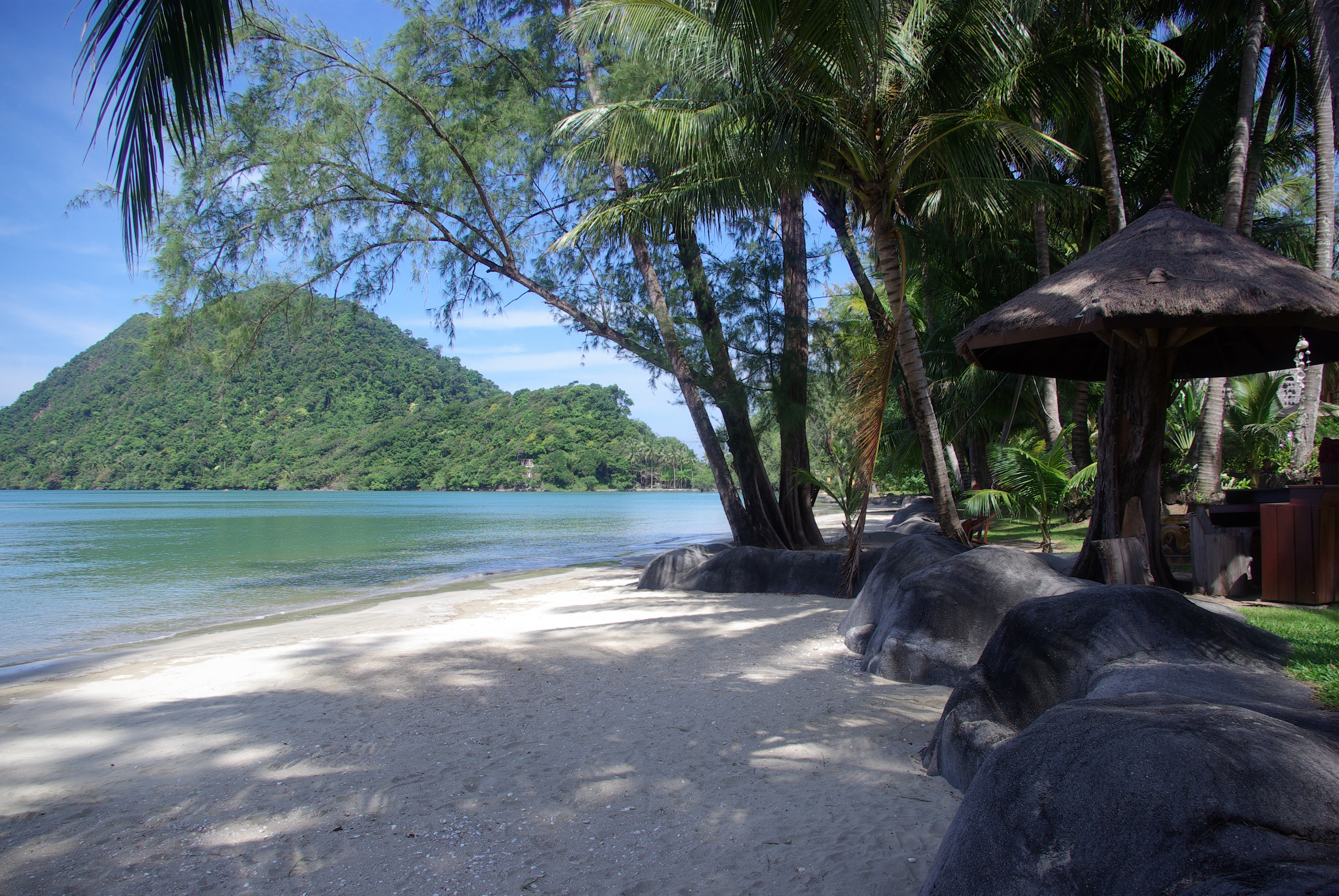
Пляж на острове
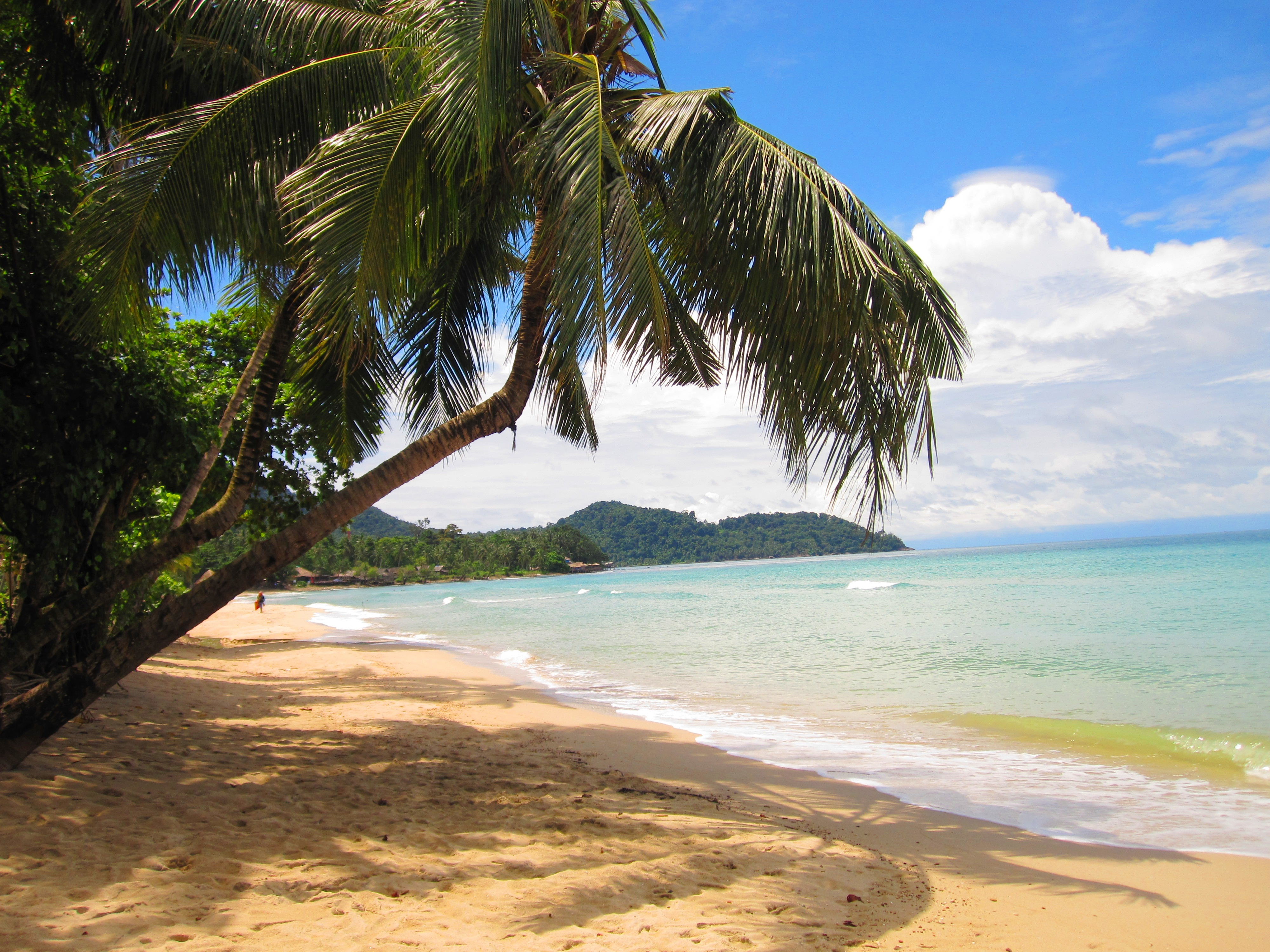
Пляж Lonely Beach
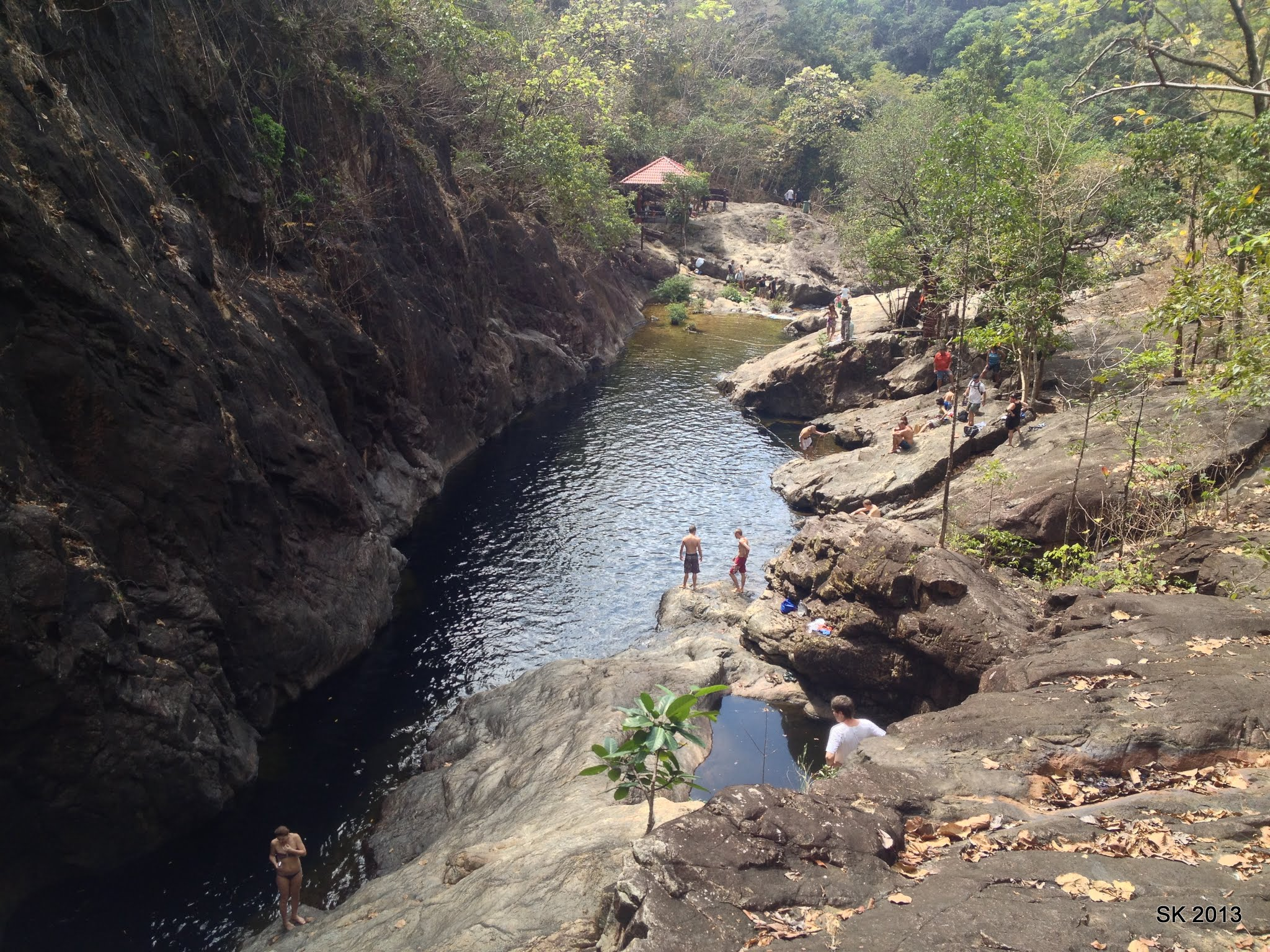
Водопад Клонг Плу
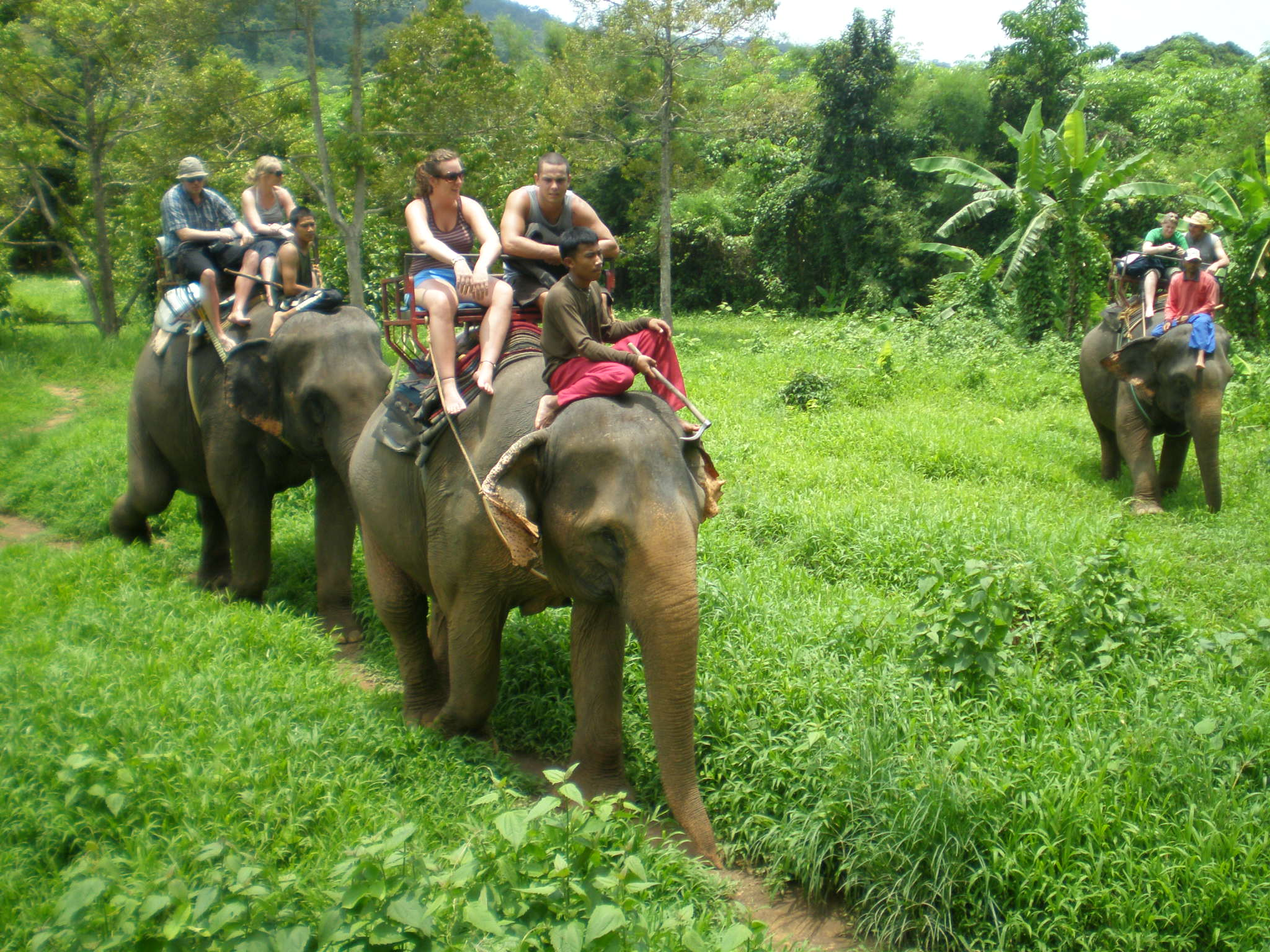
Катание на слонах